# یواس‌سی‌جی‌سی همیلتون (دبلیواچ‌ئی‌سی-۷۱۵)
یواس‌سی‌جی‌سی همیلتون (دبلیواچ‌ئی‌سی-۷۱۵) (به انگلیسی: USCGC Hamilton (WHEC-715)) یک کشتی بود که طول آن ۳۷۸ فوت (۱۱۵ متر) بود. این کشتی در سال ۱۹۶۵ ساخته شد.